# 埃米尔·扎托佩克
埃米尔·扎托佩克（捷克語：Emil Zátopek，捷克語發音：[ˈɛmɪl ˈzaːtopɛk] ⓘ，1922年9月19日—2000年11月22日），捷克斯洛伐克男子长跑运动员，曾在1952年赫尔辛基奥运会独得3枚金牌，当中包括5000米、10000米以及在最后时刻决定参加的其人生首次马拉松比赛的金牌。他也因此获得了“捷克火车头（Czech Locomotive）”的绰号。
扎托佩克是田径历史上首个在10000米赛跑项目中跑进29分钟大关的运动员（于1954年）。而三年前，于1951年，他在20公里赛跑项目中也突破了1小时大关。他被普遍认为是20世纪最伟大的赛跑者之一，并以其残酷坚韧的训练方法而知名。他是间歇训练法和低换气训练法的始创者。2013年2月，国际体育杂志《赛跑者世界》的编者将扎托佩克评选为史上最伟大的赛跑者。他也是迄今唯一一位在同一届奥运会中赢得5000米、10000米和马拉松比赛冠军的个人。

## 外部連結
- 埃米尔·扎托佩克在的頁面
- 维基共享资源上的相關多媒體資源：埃米尔·扎托佩克
- 维基语录上有关Emil Zátopek的语录
- 埃米尔·扎托佩克于Running Times
- 埃米尔·扎托佩克传记 （页面存档备份，存于）
- 扎托佩克赛跑过往简介（页面存档备份，存于）
- 奥运会5公里赛跑视频存档 （页面存档备份，存于）于Runningpast.com